# Malepère
Malepère is een Franse wijn uit de Languedoc. 

## Variëteiten
Onder de AOC Malepère valt zowel een rode- (80%) als een roséwijn (20%).

## Kwaliteitsaanduiding
Malepère heeft sinds 2006 een AOC-AOP-status. 

## Toegestane druivensoorten
Malepère AOC-wijnen worden gemaakt door de assemblage van Atlantische en mediterrane druiven.
- Rode wijn: merlot (minimaal 50%), cabernet franc, côt (minimaal 20%) en cabernet sauvignon, grenache, cinsault.
- Roséwijn: cabernet franc (minimaal 50%), cabernet sauvignon, merlot, cinsault, côt, grenache (samen minimaal 20%)

## Opbrengst en productie
- Het areaal is 500 ha.
- De opbrengst is gemiddeld 50 hl/ha.
- De productie bedraagt 20.000 hl waarvan gemiddeld 40% geëxporteerd wordt.

## Producenten
Er zijn 100 producenten, waaronder:
- 4 coöperaties
- 16 private producenten